# Ітамар Франко
Ітамар Франко (повне ім'я: Ітамар Аугусто Каут'єро Франко, порт. Itamar Augusto Cautiero Franco; 28 червня 1930 — 2 липня 2011) — бразильський політик, який був президентом Бразилії з 2 жовтня 1992 року до 1 січня 1995 року.

## Біографія
Ітамар Франку народився у відкритому морі, на борту судна, під час мандрівки з Салвадора до Ріо-де-Жанейро. Його родина походила з міста Жуїз-ді-Фора, штат Мінас-Жерайс, де він виріс і став цивільним інженером у 1955 році, здобуваючи вищу освіту в Інженерній школі міста Жуїз-ді-Фора. Франко став мером цього міста 1967 року (до 1971) і знову з 1973 до 1974. Він вийшов у відставку з посту мера 1974 року та успішно взяв участь у виборах до федерального сенату від штату Мінас-Жерайс. Він швидко став старшою фігурою в MDB (Movimento Democrático Brasileiro — Бразильський демократичний рух), офіційній опозиції до військового режиму, що керував Бразилією з 1964 до 1985 року. Франку був переобраний на пост сенатора 1982 року, але зазнав поразки на виборах губернатора штату Мінас-Жерайс 1986 року як кандидат від Ліберальної Партії (PL).
1989 року Франко залишив PL та приєднався до маленької партії PRN (Національна партія реконструкції), де став напарником кандидата в президенти Фернанду Коллора ді Меллу. Коллор переміг і Франко став віцепрезидентом. 1992 року Коллора було звинувачено в корупції та був змушений конгресом залишити президентський пост. Франку виконував обов'язки президента з вересня 1992 року до грудня того ж року, коли було оголошено рішення про імпічмент Коллора і Франку офіційно зайняв посаду президента.
Франку узяв владу під час тяжкої економічної кризи в Бразилії, коли інфляція сягала 1100 % 1992 року та майже 6000 % 1993 року. Франку здобув репутацію гнучкого лідера, але він призначив міністром фінансів Фернанду Енріке Кардозу, який здійснив «План Реал», що стабілізував економіку та припинив інфляцію. Кардозу став офіційним кандидатом на пост президента та зайняв його 1994 року. Франку, проте, невдовзі почав критикувати уряд Кардозу та розійшовся з ним у поглядах щодо програми приватизації.
З того часу він служив послом Бразилії в Португалії, а потім послом в Організації американських країн у Вашингтоні до 1998 року. Його було обрано губернатором штату Мінас-Жерайс того ж року, та лишень він вступив на посаду, він запровадив мораторій на державні боргові платежі, поглибивши тим самим національну економічну кризу. Цей пост Франку займав до 2003, після чого знову став послом Бразилії (в Італії).
Один цікавий факт: Ім'я президента Франку, Ітамар (Itamar), є алегорією на його цікаве народження у відкритому морі поблизу узбережжя Баїї. Судно, на якому він народився, називалося Ita, а він народився у морі (порт. mar). Разом ці два слова Ita та mar — Itamar.